# Gerd Ganteför
Gerd Ganteför (* 3. November 1956 in Leipzig) ist ein deutsch-schweizerischer Experimentalphysiker und emeritierter Professor an der Universität Konstanz. Er veröffentlichte mehrere populärwissenschaftliche Bücher und betreibt seit 2019 den YouTube-Kanal Grenzen des Wissens.

## Leben
Ganteför studierte ab 1977 Physik an der Universität Münster und schloss das Studium 1984 mit einem Diplom in Astrophysik ab. 1989 wurde er an der Universität Bielefeld promoviert, mit dem Thema Photoemission von Metall- und Van-der-Waals-Clustern. Als Postdoktorand arbeitete er 1990/1991 beim Ölkonzern Exxon in New Jersey zum Thema Katalyse. Ab 1991 war er am Forschungszentrum Jülich, an dem er 1996 habilitiert wurde. Von 1997 bis 2022 war er Professor an der Universität Konstanz. Von 2008 bis 2011 hatte er eine Forschungsprofessur an der Johns Hopkins University an der Fakultät für Chemie inne. Von 2011 bis 2018 hatte er einen Lehrauftrag für Energie und Klima an der Pädagogischen Hochschule Thurgau.
Sein Forschungsgebiet sind Cluster, das heißt Nanopartikel mit Größen bis hinunter zu einzelnen Atomen, und die Anwendung der Eigenschaften dieser Materie. Sein Forschungsgebiet hat er in dem populärwissenschaftlichen Buch Alles Nano oder was? dargestellt. Dafür erhielt er 2014 den Literaturpreis des Fonds der Chemischen Industrie.
Ganteför lebt im schweizerischen Landschlacht und trat 2020 für die FDP als Kandidat für den Grossen Rat des Kantons Thurgau an.

## Haltung zum Klimawandel
Insbesondere zu den Folgen der globalen Erwärmung nahm Ganteför Positionen ein, die mehrere Fachleute als klimaskeptisch einschätzten. In seinem 2010 veröffentlichten populärwissenschaftlichen Buch Klima – Der Weltuntergang findet nicht statt diskutierte er vor allem den Einfluss des Bevölkerungswachstums auf den Klimawandel. Er forderte, der Wohlstand müsse auch die Dritte Welt erreichen, was dann das Bevölkerungswachstum abschwächen werde. Dies gehe nicht, ohne fossile Energie bereitzustellen, da diese günstiger als erneuerbare Energien sei. Er erkannte die anthropogenen Ursachen für die Erderwärmung an und erwartete durch den Klimawandel katastrophale Auswirkungen, sieht aber auch Chancen durch eine Erwärmung.
Die Klimawissenschaftler Carl-Friedrich Schleussner und Anders Levermann kritisierten das Buch Mitte Februar 2011 im wissenschaftlichen Blogportal SciLogs. Die Kernthese „Mehr Kohlekraftwerke liefern billige Energie; das bedeutet Wirtschaftswachstum; das führt zu einem Rückgang der Geburtenrate“ trage der Komplexität gesellschaftlicher Transformationsprozesse nicht ansatzweise Rechnung. Der Politikwissenschaftler Georg Simonis bezeichnete 2017 das Buch als „typisches Beispiel für klimaskeptische Positionen“.
Der Jurist und Nachhaltigkeitsforscher Felix Ekardt zitierte 2021 einen 2010 erschienenen Artikel, in dem Ganteför das Bevölkerungswachstum als dringenderes Problem gegenüber der globalen Erwärmung bezeichnete, als Beispiel für Klimaskeptiker, die den Grad der Unsicherheit in der Klimaforschung übertrieben und die prognostizierten Folgeschäden des Klimawandels untertrieben.
2015 veröffentlichte Ganteför das Buch Wir drehen am Klima – na und?, in dem er die These aufstellte, dass eine Energiewende im Weltmaßstab nicht möglich sei. Als Ausweg empfahl er dort eine unmittelbare Klimakontrolle, die auch unabhängig von der menschengemachten Klimaerwärmung nötig sei (vgl. Geoengineering).
Im März 2023, im Vorfeld eines Vortrags in Neuburg, warfen Klimaschutzaktivisten Ganteför vor, den Klimawandel zu verharmlosen. Der Forscher für erneuerbare Energien Volker Quaschning kritisierte im April 2023 Aussagen Ganteförs zu den Grenzen der Windenergie in Deutschland. Ganteför wies diese Kritik zurück.
2024 hielt er bei der Jubiläumsveranstaltung zum 15-jährigen Bestehen des VLAB einen Vortrag, bei dem er laut VLAB „zwischen einer sachlichen, ganzheitlichen und freiheitsorientierten Klimawissenschaft und der politischen Klimatologie unterschieden“ habe. Der Klimatologie warf er vor, sie „sei geprägt von Dogmatismus und Panikmache und verfolge das Ziel, die Marktwirtschaft hin zu einer sozialistisch geprägten Planwirtschaft zu transformieren – ohne dabei das eigentliche Klimaproblem zu lösen“. Diese gefährde „Marktwirtschaft und Demokratie in Deutschland“. An dem Ziel, die „CO₂-Emissionen in Deutschland bis 2045 auf ,Netto-Null' zu reduzieren“ äußerte er starke Kritik, das „Vorhaben sei aus technischer, physikalischer und wirtschaftlicher Sicht nicht umsetzbar und mit Wind- und Solarenergie allein nicht realisierbar“. Stattdessen solle für die Emissionsreduktion auf natürliche Kohlenstoffsenken wie Meere und Landpflanzen gesetzt werden.

## Schriften (Auswahl)

### Bücher
- Klima – Der Weltuntergang findet nicht statt. Wiley-VCH, 2010, ISBN 978-3-527-32671-6 (als Taschenbuch 2012, ISBN 978-3-527-32863-5)
- Alles Nano oder was? Nanotechnologie für Neugierige. Wiley-VCH, 2013, ISBN 978-3-527-32961-8
- Wir drehen am Klima – na und? Wiley-VCH, 2015, ISBN 978-3-527-33778-1
- Heute Science Fiction, morgen Realität? An den Grenzen des Wissen und darüber hinaus. Wiley-VCH, 2016, ISBN 978-3-527-69319-1, ISBN 978-3-527-69320-7, ISBN 978-3-527-33881-8
- Das Gesetz der Herde. Edition Zeitblende, 2018, ISBN 978-3-03800-027-3
- Am Sonntag nach der Schöpfung. Ein Katechismus der modernen Naturwissenschaften, mit Coautor Ernst Peter Fischer. Die Graue Edition, 2020, ISBN 978-3-906336-80-0
- Das rätselhafte Gewebe unserer Wirklichkeit und die Grenzen der Physik. Westend Verlag, 2023, ISBN 978-3-86489-383-4
- Plan B für das Klima. Westend Verlag, 2024, ISBN 978-3-86489-471-8

### Beiträge
- Bevölkerungswachstum und Klimawandel: Warum fossile Brennstoffe für die armen Länder unverzichtbar sind. IPG 2011, pdf